# Cantone di Couhé
Il Cantone di Couhé era una divisione amministrativa dell'arrondissement di Montmorillon.
È stato soppresso a seguito della riforma complessiva dei cantoni del 2014, che è entrata in vigore con le elezioni dipartimentali del 2015.
Comprendeva i comuni di:
- Anché
- Brux
- Ceaux-en-Couhé
- Châtillon
- Chaunay
- Couhé
- Payré
- Romagne
- Vaux
- Voulon